# Сон (единица громкости)
Сон (лат. sonus — звук) — единица громкости звука. Шкала сонов является шкалой субъективной оценки, разработана в результате многочисленных тестов испытуемых и стандартизована Международной организацией по стандартизации. Полученные экспериментальным способом оценки показывают, что громкость возрастает как кубический корень из интенсивности звука, то есть зависимость психологической оценки громкости ({\displaystyle J}) от физической интенсивности (мощности) звука ({\displaystyle I}) описывается формулой:
{\displaystyle J=kI^{\frac {1}{3}}},
где {\displaystyle k} — коэффициент, зависящий от частоты. 1 сон соответствует громкости чистого тона частотой 1000 Гц с уровнем 40 дБ. При увеличении уровня на каждые 10 дБ значение громкости в сонах увеличивается вдвое.
| Зависимость громкости в сонах от интенсивности звука и уровня громкости в фонах | Зависимость громкости в сонах от интенсивности звука и уровня громкости в фонах | Зависимость громкости в сонах от интенсивности звука и уровня громкости в фонах |
| ------------------------------------------------------------------------------- | ------------------------------------------------------------------------------- | ------------------------------------------------------------------------------- |
|                                                                                 |                                                                                 |                                                                                 |